# تله خرچنگ

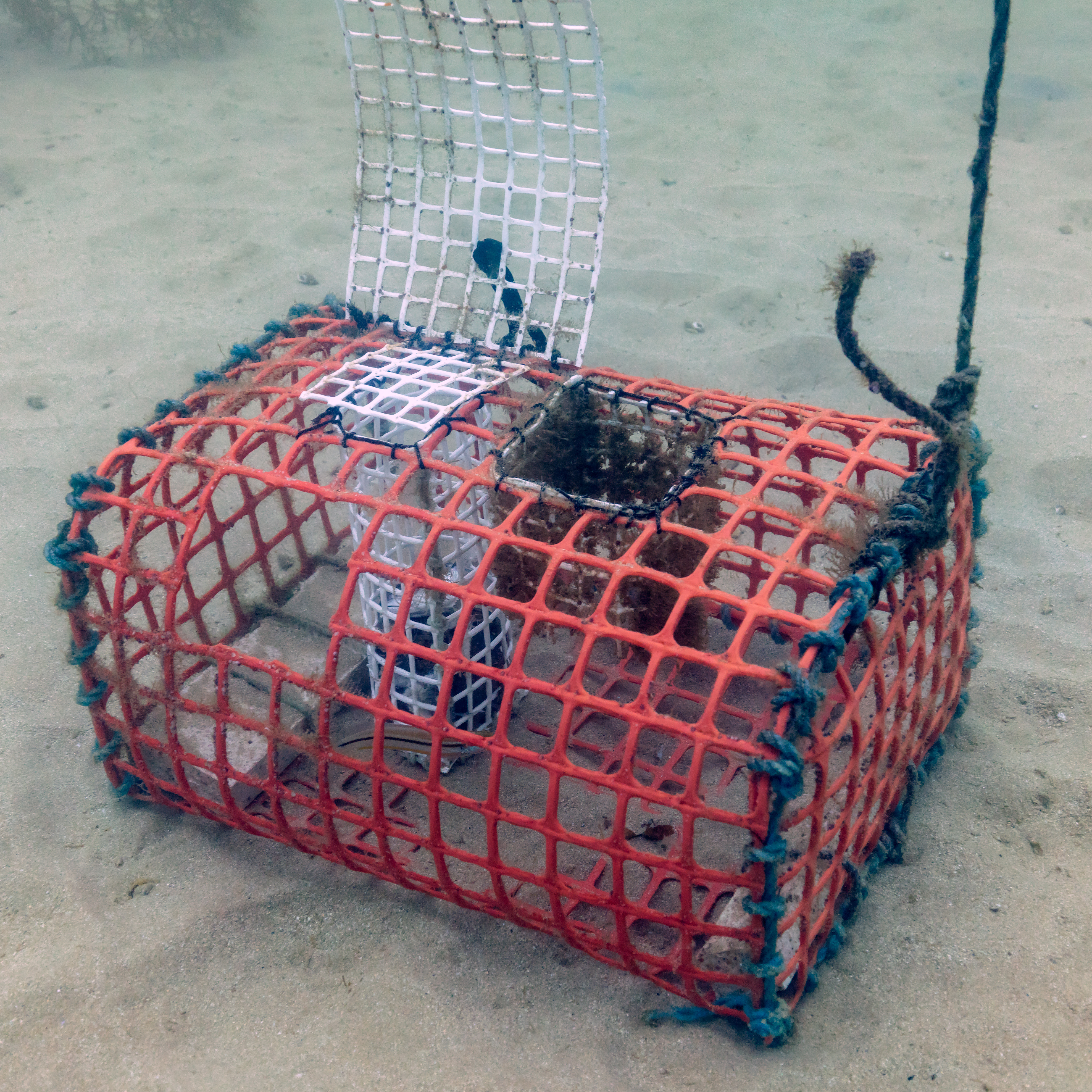
تله خرچنگ پرتغالی

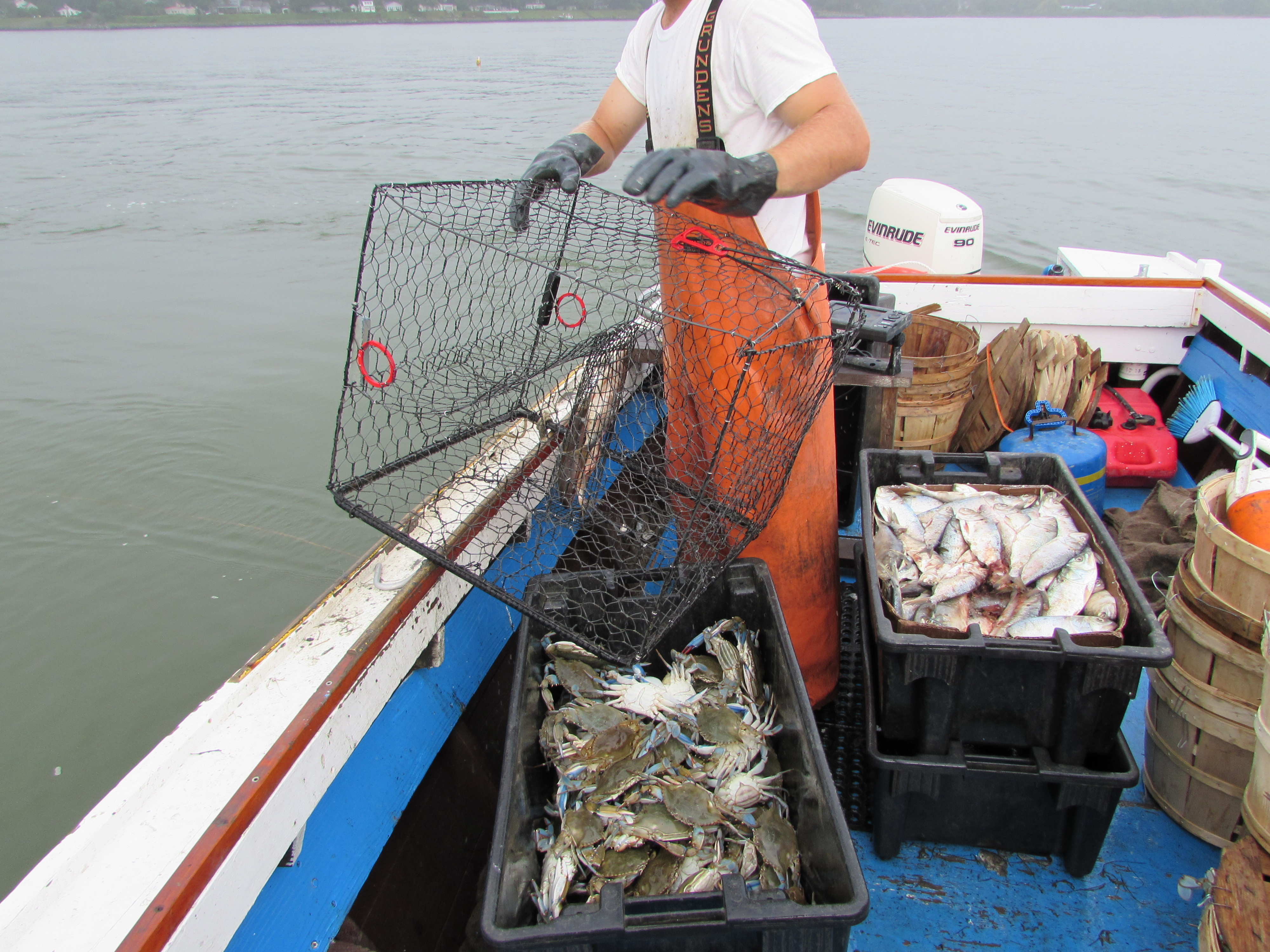
تله خرچنگ که برای گرفتن خرچنگ آبی استفاده می شود

تله خرچنگ برای طعمه، فریب و گرفتن خرچنگ برای استفاده تجاری یا تفریحی استفاده می شود. خرچنگ یا صید خرچنگ سرگرمی تفریحی و شغل تجاری ماهیگیری خرچنگ است. انواع مختلفی از تله ها بسته به نوع خرچنگ صید شده، موقعیت جغرافیایی و ترجیحات شخصی استفاده می شود.

## تاثیرات محیطی

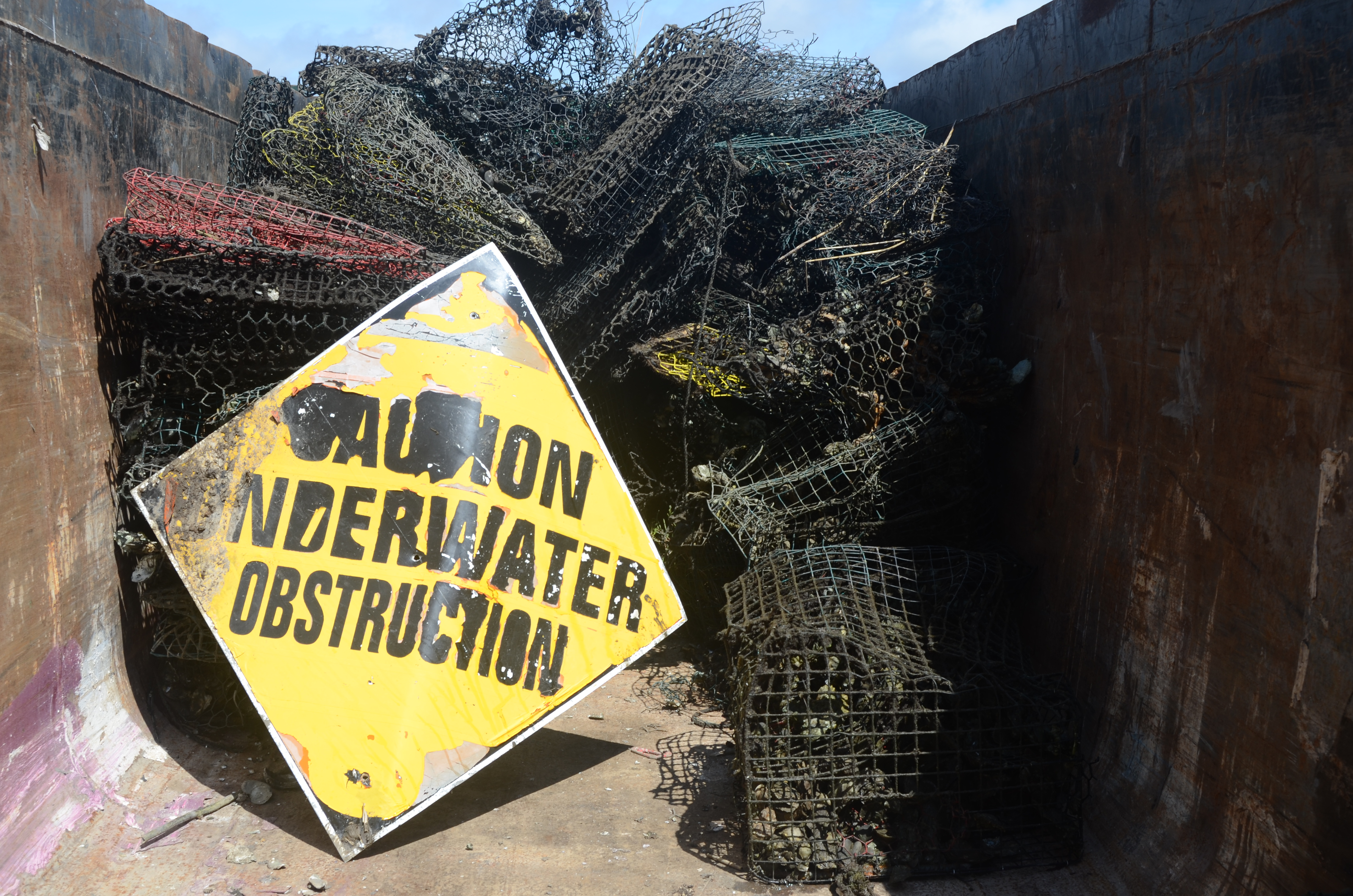
انبوهی از تله خرچنگ‌ های رها شده که توسط داوطلبان، به عنوان بخشی از برنامه تله خرچنگ متروک در لوئیزیانا جمع آوری شده است

تله خرچنگ که گم می شود یا رها می‌شود (معمولاً با جدا شدن تصادفی) به یک خطر زیست محیطی مداوم تبدیل می‌شود. خرچنگ‌ها همچنان وارد این تله می‌شوند تا طعمه را بخورند، به دام می‌افتند و از گرسنگی می‌میرند و خرچنگ‌های بیشتری و سایر موجودات دریایی را جذب کنند. یک تله ممکن است ده‌ها خرچنگ را به این روش بکشد. به همین دلیل، تله‌های خرچنگ در بسیاری از حوزه‌های قضایی باید دارای یک "پانل پوسیدگی" باشند، یک پانل چوبی به اندازه بزرگترین ورودی تله. این پانل با قرار گرفتن چند هفته ای در معرض آب دریا متلاشی می شود و تله را باز می کند و به خرچنگ های داخل اجازه می دهد تا فرار کنند.
نهنگ‌ها در تله‌خرچنگ گیر می‌کنند. آنها در خطوط عمودی بین تله‌های خرچنگ در کف اقیانوس و شناورهای سطحی درگیر می‌شوند. به عنوان مثال، از سال ۲۰۱۴ تعداد فزاینده ای از درگیری ها در سواحل ایالات متحده وجود داشت. اقدامات مدیریتی توسط خدمات ملی شیلات دریایی NOAA اجرا شده است.